# Grasyma
Grasyma ist ein über 100 Jahre altes Unternehmen der nordbayerischen Steinindustrie mit dem Betrieb von Steinwerken, Steinbrüchen und Steinschleifereien. Die Firmenbezeichnung ist ein Akronym aus Granit, Syenit und Marmor.

## Geschichte

Aktie über 1000 DM der Vereinigte Fichtelgebirgs-Granit-, Syenit- und Marmorwerke AG vom Oktober 1955

Vorläufer war die 1886 von Georg Frister in Seußen bei Arzberg (Oberfranken) gegründete Granithauerei und 
-schleiferei. Die Gründung des Steinmetzunternehmens Vereinigte Fichtelgebirgs-Granit-, Syenit- und Marmorwerke AG  erfolgte im September 1909 durch den Baustoffunternehmer Carl Wölfel in Wunsiedel im Fichtelgebirge.
Mit Gründung der Vereinigten Fichtelgebirgs-Granit-, Syenit- und Marmorwerke AG wurden 1909 zwölf bis dahin privat betriebene Steinbrüche im Fichtelgebirge sowie die Granit- und Marmorwerke Seußen, die Granitwerke Ackermann GmbH in Weißenstadt, die G. A. Bruchner Granitwerke in Wunsiedel und Heppenheim, das Granitwerk mit Steinschleiferei W. Franke & Reul am Bahnhof Kirchenlamitz und die Wilhelm Wölfel Granit- und Syenitwerke in Selb zusammengefasst. Diese Vorgänger-Unternehmen brachten im Wesentlichen ihre Betriebe als Sacheinlagen in die neue Aktiengesellschaft ein, die etwa 1000 Mitarbeiter und insgesamt 21 Steinbrüche hatte. Das Aktienkapital betrug ursprünglich 1,8 Millionen Mark und wurde 1912 zum Ausgleich einer Unterbilanz auf 1,4 Millionen Mark herabgesetzt. Den Vorstand bildeten 1914 Carl Wölfel und Alfred von Hoesslin; Aufsichtsratsvorsitzender war zu dieser Zeit Michael Ziegler, Vorstand der Bayerischen Disconto- und Wechsel-Bank AG in Nürnberg.
Die Grasyma lieferte Anfang des 20. Jahrhunderts Granite, Syenite und Marmore ins Inland und ins europäische Ausland sowie bis nach Kanada, Mexiko, Kuba und Venezuela. Der Betrieb gehörte zu den größten Steinmetzunternehmen Deutschlands. Das Lieferprogramm umfasste Natursteinfassaden und Natursteinsäulen, Elemente der Innenarchitektur und Denkmäler.
1957 wurde die Firma in Grasyma AG geändert und 1970 die Aktiengesellschaft in eine Gesellschaft mit beschränkter Haftung umgewandelt (Grasyma GmbH). Das Werk war über die Bahnstrecke Kirchenlamitz–Weißenstadt zu erreichen. Heute firmiert das Unternehmen als Grasyma Natursteine Steinbruch GmbH & Co. KG mit Sitz in Wunsiedel. Das Unternehmen brach im Jahr 2008 Granit im Waldstein- und im Kösseine-Steinbruch im Fichtelgebirge.
Im heutigen Kurpark der Stadt Weißenstadt lag das ursprüngliche Betriebsgelände der Granitwerke Ackermann mit Werkstätten und Schleifereien. Schautafeln in der Ruine der Steinschleiferei erinnern an die Geschichte der Steinindustrie im Fichtelgebirge.